# Royal Excel Mouscron
Royal Excel Mouscron je bio belgijski nogometni klub iz Mouscrona. 
Klub je osnovan spajanjem ugaslog RE Mouscrona i RRC Peruwelza kao Royal Mouscron-Péruwelz, a ovim imenom se koristio od ljeta 2016. godine. 
Domaće utakmice je igrao na Stade Le Canonnier, koji može primiti 10.800 gledatelja.

## Vanjske poveznice
- Službene stranice  Arhivirana inačica izvorne stranice od 30. listopada 2016. (Wayback Machine)